# Tuimelaar (motortechniek)

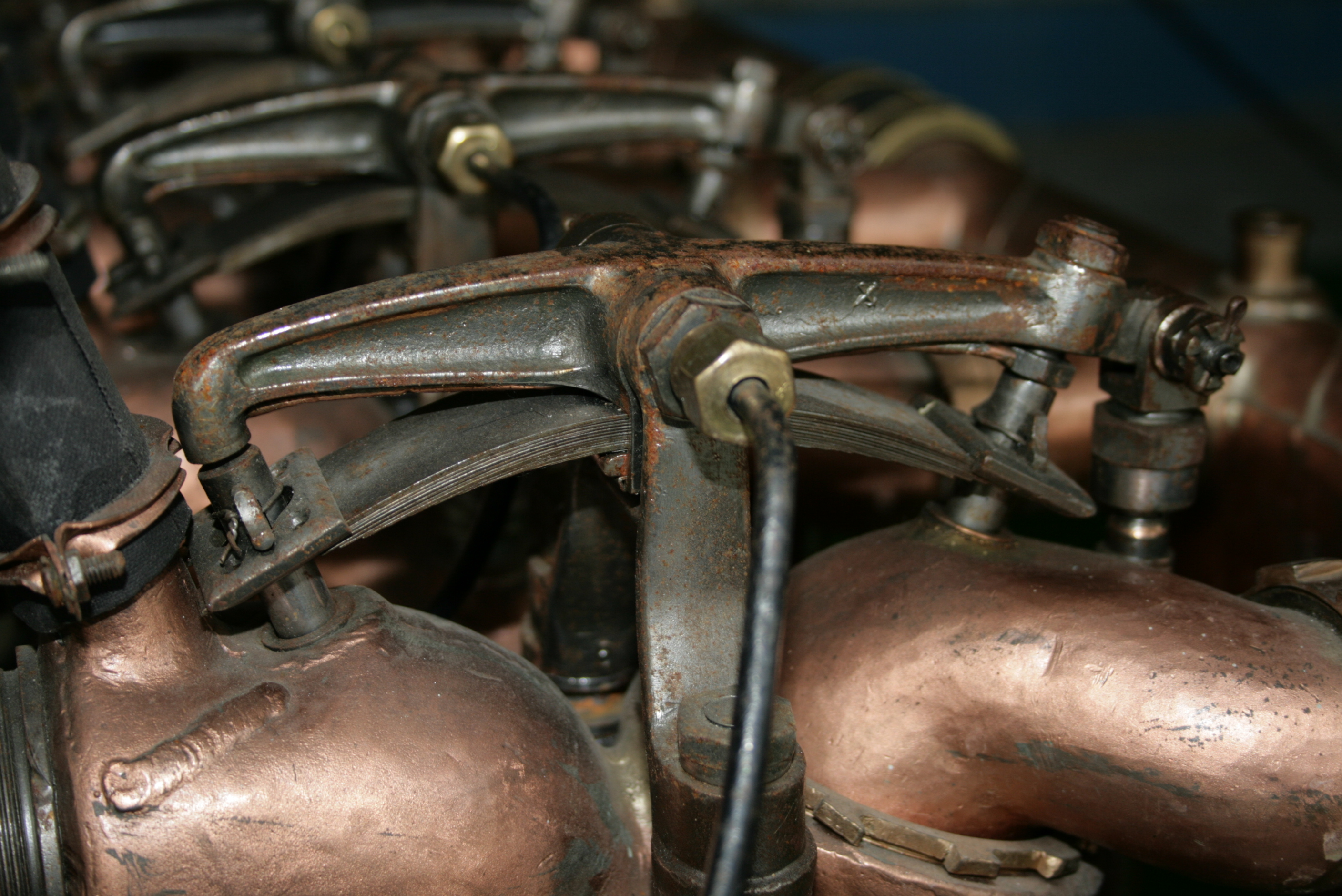
Tuimelaars

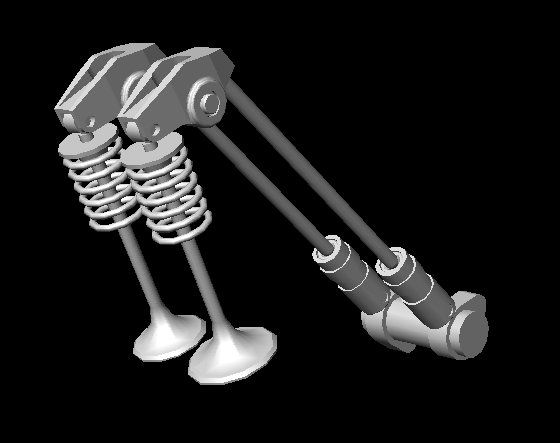
Kleppen (linksonder) met klepveren, tuimelaars (linksboven), stoterstangen, nokvolgers en onderliggende nokkenas (rechts)

Een tuimelaar is in de verbrandingsmotortechniek een hefboom tussen de nokkenas en de kleppen. 
Een tuimelaar brengt de draaiende beweging van de nok via de nokvolgers en stoterstangen over op een verticale beweging van de klep. Door gebruik te maken van het hefboomeffect met ongelijke armen kan door een tuimelaar een grotere kracht op de klep worden uitgeoefend. Hierdoor kunnen sterkere klepveren worden gebruikt, waardoor de klep sneller kan worden gesloten en er bij hoge toerentallen minder kans is op 'zwevende' kleppen. Als de tuimelaar uitgevoerd wordt met ongelijke armen, wordt de hefhoogte van de klep groter (of kleiner) dan de nokhoogte.
Historisch is de tuimelaar ontstaan toen de kleppen aan de bovenzijde van de motor werden gesitueerd en de nokkenas onder. Tot dan zaten de kleppen aan de zijkant van de motor (zie zijklepmotor). Een onderliggende nokkenas kon de kleppen aan de bovenzijde niet rechtstreeks bedienen. Daarom werden nu tuimelaars toegepast, die werden bediend door stoterstangen.
Ook motoren met een bovenliggende nokkenas kennen tuimelaars. Bij een lijnmotor heeft deze constructie als voordeel dat de motor compact kan blijven. Het toepassen van tuimelaars maakt ook motorconstructies mogelijk waarbij de cilinders niet meer in één lijn liggen, bijvoorbeeld de V-motor.
Om het openen en sluiten van de cilinderklep te beïnvloeden (klepspeling), kan de tuimelaar worden versteld door middel van een met moeren geborgde stelbout.